# Clube Desportivo Estrela
O Clube Desportivo Estrela foi um clube de futebol português. Foi fundado a 28 de setembro de 2011 com o intuito de herdar o legado do antigo Clube de Futebol Estrela da Amadora que foi extinto em 2011.

## História
O clube nasceu por iniciativa do movimento "Sempre Tricolores", para ressuscitar a mística e homenagear a história do Estrela da Amadora, que foi declarado insolvente devido a problemas financeiros.
O clube trabalhou apenas com escalões de formação até à temporada 2017/18, sendo que a estreia da equipa sénior verificou-se a 23 de Setembro de 2018 no campo dos Linhais, na Ota, em jogo a contar para a pré-eliminatória da Taça da AFL e que o conjunto tricolor venceu por 1-4.
O clube disputou a serie 2 da 1ª divisão distrital da AFL tendo-se estreado no dia 30 de Setembro de 2018 no campo do histórico Operário de Lisboa, tendo acabado derrotado por 2-0.  O clube acabou a época no 8º lugar da classificação, muito longe dos lugares que deram acesso à subida de divisão ou ao playoff.
Para a nova temporada 2019/20 o clube volta a disputar a serie 2 da agora denominada 3ª divisão distrital da AFL competição que arranca dia 22 de Setembro de 2019. Na 1ª jornada o CD Estrela irá receber no estádio José Gomes a equipa estreante da Nova SBE.  Uma semana antes e a contar para a pré-eliminatória da Taça da AFL os tricolores deslocam-se ao campo do Ginásio Clube 1º de Maio de Agualva.
O CD Estrela fundiu-se com o Club Sintra Football em julho de 2020, dando origem ao renovado Club Football Estrela da Amadora SAD, para disputar na época 2020/21 o Campeonato de Portugal e a Taça de Portugal. Nessa época mágica, o Estrela conseguira o 1º lugar na sua Série (Série G), ficando à frente do Sporting B por 4 pontos, garantindo assim a sua qualificação para o grupo de Promoção da Liga Portugal 2 SABSEG, onde encontraria o União de Leiria (vencedor da Série E), Torreense (vencedor da Série F) e o Vitória de Setúbal (vencedor da Série H), onde acabaria por ficar com a liderança do grupo com 11 pontos, os mesmos que o Torreense, mas por causa do confronto direto, garantiria o acesso do à Segunda Liga pela 5ª época se contar o antigo Clube de Futebol Estrela da Amadora, tendo sido a última época do mesmo na Segunda Liga em 2004/05, quando garantiu o 3º lugar e consecutiva promoção à Primeira Liga de 2005/06.

## Claque
A Magia Tricolor desde o 1º treino apoiou este novo clube não tendo faltado a nenhum jogo tanto em casa como fora. Desde o primeiro momento a claque assumiu claramente numa mostra de reconhecimento que este novo clube era o herdeiro e sucessor do antigo Clube de Futebol Estrela da Amadora.